# Тъндърмен срещу Тъндърмен
„Тъндърмен срещу Тъндърмен“ (на английски: The Thundermans) е американски комедиен сериал по идея на Джед Спингарн, който се излъчва по „Никелодеон“ от 14 октомври 2013 г. до 25 май 2018 г. В сериала участват Кира Косарин, Джак Грифо, Адисън Риеке, Диего Веласкез, Крис Толман, Роса Биаси и Мая Ле Кларк, а Дейна Снайдър е гласът на доктор Колосо.

## Актьорски състав
- Кира Косарин – Фийби Тъндърмен
- Джак Грифо – Макс Тъндърмен
- Адисън Риеке – Нора Тъндърмен
- Диего Веласкез – Били Тъндърмен
- Крис Толман – Ханк Тъндърмен
- Роса Биаси – Барб Тъндърмен
- Мая Ле Кларк – Клоуи Тъндърмен

## Продукция
На 3 август 2012 г. „Никелодеон“ подновява „Тъндърмен срещу Тъндърмен“ като един от предстоящите му сериали. Снимките започват в средата на февруари и актьорският състав е добавен в същото време и чрез производството в „Парамаунт Студиос“ в Лос Анджелис. Пилотната версия е заснета през октомври 2012 г. На 20 декември 2013 г. сериалът е подновен за втори сезон, като премиерата е на 13 септември 2014 г. На 4 март 2015 г. сериалът е подновен за трети сезон, премиерата е на 27 юни 2015 г. На 2 март 2016 г. сериалът е подновен за четвърти сезон, който е излъчен премиерно на 22 октомври 2016 г. „Никелодеон“ поръчва шест допълнителни епизода за четвъртия сезон на сериала на 16 май 2017 г., като общата им бройка достига над 100 епизода. Сериалът приключва след четири сезона и 103 продуцирани епизода. През 2024 г. излиза филм, който е продължение на сериала, озаглавен „Тъндърмен се завръщат“. След него се очаква да стартират снимките на нов сериал със същите актьори.

## В България
В България сериалът започва излъчване по „Никелодеон“ на 21 декември 2014 г. от 20:20 ч., където се излъчват премиерни епизоди всяка събота и неделя. Първият сезон е прочетен като „Бавачки по принуда“.